# キャンシステム
キャンシステム株式会社 （英: CAN SYSTEM.CO.,LTD.） は、かつて存在した日本の防犯・監視カメラ製造・販売および有線ラジオ放送（有線音楽放送/ケーブルラジオ）事業者。

## 概要
社名の「CAN」は、Cable Audio Networkの頭文字である。旧社名は日本音楽放送。
かつて、ケーブル放送網による飲食店等店舗への有線音楽放送を主体に事業展開していた。有線放送業界ではUSEN（旧：大阪有線放送社）に次ぎ、第2位の規模を有していた。また、通信衛星を用いた衛星放送「SPACE DiVA（スペースディーバ）」と「BUSINESS DiVA（ビジネスディーバ）」を展開していた。
1968年（昭和43年）から2017年（平成29年）まで『日本有線大賞』を主催していた、全国有線音楽放送協会に加盟していた。
2000年（平成12年）頃から、有線音楽放送に限らず、店舗運営支援に係る事業を展開し、吸収合併前には、防犯・監視カメラ製造販売事業を主力としていた。
2024年（令和6年）、USENに吸収合併され解散した。防犯・監視カメラ製造販売事業は、U-NEXT HOLDINGSの子会社USEN Camera Solutionsに承継された。

## 沿革
1962年（昭和37年）4月に創業し、工藤宏が自由が丘と三軒茶屋付近で街頭放送を始めたのちに、音楽放送を各飲食店などに配信した。
1965年（昭和40年）3月、横浜と新宿区柏木町で有線音楽放送業として株式会社日本音楽放送を設立する。関東周辺で営業所を数十設け、最盛期は全国で200営業所となった。
1989年（平成元年）8月、商号をキャンシステム株式会社に変更する。杉並区天沼に本社ビルを完成し移転した。
2000年（平成12年）9月には、業務用レンタルサーバーサービスを開始し、2002年（平成14年）1月にはカード決済サービスを開始するなど、音楽放送以外の店舗運営支援事業を展開する。
2005年（平成17年）4月4日にミュージックバードと業務提携を合意し、CSデジタル音声放送の「SPACE DiVA」を共同で運営開始した。
2015年（平成27年）8月、長らく有線音楽放送で競合関係にあったUSENと資本業務提携を行い、資金貸付を受けることとなった

。
2018年（平成30年）10月1日付で、USEN-NEXT HOLDINGSの完全子会社となり、10月に同社の宇野康秀と同社子会社USENの田村公正が当社取締役に就き、11月に当社代表取締役の工藤嘉高がUSEN-NEXT HOLDINGS取締役に就いた。これ以降は、防犯・監視カメラ製造販売を主力事業とした。
2019年（令和元年）10月に、自主制作盤などで発売した作品をアーティスト自身が有償登録する、リクエスト楽曲登録受付を終了した。
2020年（令和2年）11月30日、本社を品川区上大崎の目黒セントラルスクエア内（USEN-NEXT HOLDINGSの本社所在地）へ移転。2021年（令和3年）9月、米田晴彦が代表取締役社長に、代表取締役社長だった工藤嘉高は取締役会長に就任。
2024年（令和6年）2月29日、ミュージックバードとの業務提携を解消し、「SPACE DiVA」サービスを終了した。
2024年（令和6年）9月1日、USENに吸収合併され、解散した。同社の防犯・監視カメラ事業は、同年7月に設立された株式会社USEN Camera Solutionsに分割承継した。

## 労働組合
労働組合の「キャンシステムユニオン」は2006年5月13日に結成され、5月30日に結成を会社へ通知した。組合加入の呼びかけにより、全国で約250名以上が加入していた。

## 訴訟

### 損害賠償請求訴訟
2003年（平成15年）7月に、有線ブロードネットワークス（後のUSEN）と日本ネットワークヴィジョンは、キャンシステムの従業員496名を一斉に引き抜いて日本ネットワークヴィジョンに移籍させ、これらの元従業員を使ってキャンシステムの顧客5万件以上を不法に奪取した。
公正取引委員会は2004年（平成16年）9月14日に、これら一連の行為が私的独占の禁止及び公正取引の確保に関する法律（独占禁止法）に規定する私的独占に該当し、同法第三条に違反するとして両社に対して排除勧告を行った。両社はこれを応諾したため、公正取引委員会は同年10月13日に、両社に対して当該勧告と同趣旨の審決を下した。
2005年（平成17年）7月28日に、キャンシステムはこれら一連の不法行為により損害を被ったとして、USENに対して約113億円の損害賠償を求める訴訟（平成17年（ワ）第15368号損害賠償請求反訴事件）を提起した。USENはキャンシステムが「有線ラジオ放送業務の運用の規正に関する法律（有線ラジオ放送法）」に違反していると主張し、キャンシステムに対して約142億円の損害賠償請求訴訟を提起した。
2008年（平成20年）12月10日に東京地方裁判所は、USENに対してキャンシステムが被った損害の賠償金として20億5189万7081円の支払いを命ずる一方、USENの請求を棄却する判決を下した。
双方共に控訴したが、2010年（平成22年）7月29日に東京高等裁判所で、USENがキャンシステムに20億円の賠償金を支払うことで和解が成立した。

### 退職金未払い請求訴訟
東京地方裁判所は2009年（平成21年）10月28日に、日本ネットワークビジョンへ移籍した退職者の行為は著しく信義に反する背信的行為であるとして、退職は懲戒解雇理由に該当するため退職金を受け取る権利はないと判断した。